# Serge Levet
Serge Levet, né au XXe siècle, est un médailleur français.

## Biographie
Serge Levet est le 2e chef du service de la gravure de 2002 à 2003 à la Monnaie de Paris, successeur de Gérard Buquoy et prédécesseur de Hubert Lariviere de 2003 à 2010.

## Œuvres
- Louis Antoine Léon de Saint-Just, 1974, médaille.